# Tunel Eupalinosa
Tunel Eupalinosa (gr. Ευπαλίνειο όρυγμα) – starożytny podziemny akwedukt na greckiej wyspie Samos, zbudowany w połowie VI wieku p.n.e. z rozkazu tyrana Polikratesa. Przez Herodota (III, 60) uznany za jedno z największych osiągnąć inżynieryjnych świata helleńskiego.
Akwedukt, wydrążony we wnętrzu wysokiej na 237 m góry, miał na celu zaopatrywanie miasta Pythagorion w wodę ze źródła w Agiades. Jego projektantem był sprowadzony przez Polikratesa architekt Eupalinos z Megary. Długość tunelu wynosi 1036 metrów, średnia wysokość ok. 1,75 m. Przez całą jego długość biegnie kilkumetrowej głębokości rów o szerokości dochodzącej do 1 m, w którym były ułożone terakotowe rury o średnicy ok. 25 cm.
Akwedukt został porzucony przypuszczalnie w czasach bizantyjskich, ponownie odkopano go w 1882 roku. Pierwsze badania archeologiczne przeprowadził tuż po odkryciu na zlecenie Niemieckiego Instytutu Archeologicznego w Atenach Ernst Fabricius, wznowił je w 1961 roku Wolfgang Kastenbein. Budowa tunelu trwała około 10 lat, uczestniczyło w niej wielu jeńców z Lesbos. Prace rozpoczęto jednocześnie z obu stron góry i ekipy budowlane spotkały się w jej wnętrzu. Popełniony przez Eupalinosa błąd w obliczeniach spowodował jednak około metrową różnicę poziomów, w związku z czym 430 m od wejścia południowego sztolnia skręca nagle pod kątem 90°, aby połączyć się z drugą częścią tunelu. Strop w tym miejscu załamuje się i biegnie nagłym uskokiem o prawie dwa metry w dół. 
Obecnie tunel jest dostępny na całej długości. Istnieje możliwość przejścia trzech odcinków: 185 m, 424 m i 1036 m. Od strony południowej na głębokości 793 m utworzyły się stalaktyty. We wnętrzu tunelu zachowały się zapisane czerwoną kredą na ścianach oznaczenia poszczególnych odcinków konstrukcyjnych z symbolami numerycznymi i imionami nadzorców, gliniane lampki oliwne wraz z przeznaczonymi na nie niszami i fragment naczynia attyckiego datowanego na 540-530 p.n.e. Pozostałości napraw z czasów rzymskich świadczą, że akwedukt był użytkowany jeszcze w czasach cesarstwa.